# Station Vught
Station Vught is een spoorwegstation in Vught. Het station ligt aan de spoorlijn Utrecht - Boxtel.

## Geschiedenis
Het station werd op 1 januari 1868 geopend, het gebouw, een standaardstation Nieuw Type 4e Klasse, staat er sinds 1866. Op 15 mei 1938 werd het weer gesloten, waarna het op 16 juni 1940 werd heropend. Op 17 februari 2003 verloor het station zijn loketfunctie, waardoor het er enkele jaren verlaten bij stond. Van maart 2006 tot augustus 2006 stond het gebouw in de steigers voor een noodzakelijke renovatie (schilderwerken, dakreparaties, voegwerken). De NS zocht lange tijd naar een huurder voor het gebouw en wilde er bij voorkeur een restaurant, café of een winkeltje in zien. De gemeente Vught wilde daar niet van weten, omdat in haar opvatting de Vughtse horeca zich diende te concentreren in het centrum en niet bij het station. In 2010 werd het pand door 'NS Poort' verhuurd voor een periode van vijf jaar (met een optie van nog eens vijf jaar), aan Delta Pi, een bedrijfsadviesbureau uit Duiven.
Tot 1938 had Vught drie spoorwegstations, waarvan er nadien nog maar één in gebruik is. De twee andere stations Vught-IJzeren Man en Vught Zuid-Oost, gelegen aan de spoorlijn 's-Hertogenbosch - Tilburg, zijn op 15 mei 1938 gesloten.
In de jaren '20 van de 21ste eeuw ondergaat het station een grote verbouwing. De sporen in Vught worden verdiept aangelegd en het stationsgebouw verplaatst. Om het treinverkeer niet te ernstig te verstoren zal er een aantal jaar een tijdelijk station gebruikt worden.

## Herdenkingsplaats

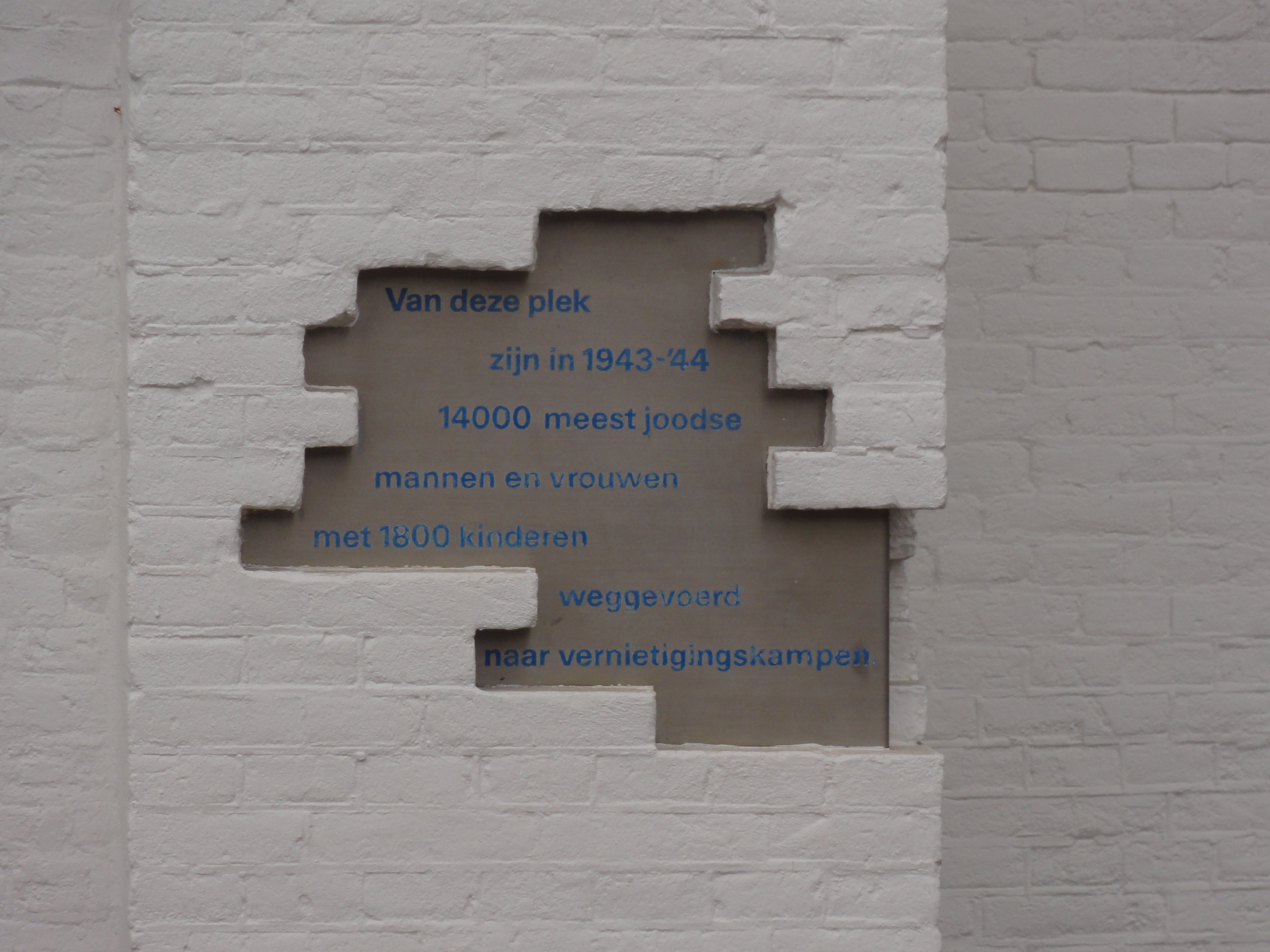
Gedenkplaat station Vught

In de buitenmuur van het stationsgebouw aan de perronzijde (perron 1) is een gedenkplaat aangebracht ter herinnering aan de 14.000 joodse mannen en vrouwen en 1.800 joodse kinderen uit Kamp Vught die in 1943 en 1944 vanhieruit op transport werden gesteld naar de vernietigingskampen in Duitsland en Polen. De gedenkplaat is ontworpen door Otto Treumann en werd op 1 oktober 1984 door prinses Juliana onthuld.
Vóór de hoofdingang van het station staat een monument dat is opgericht ter herinnering aan de Belgische politieke gevangenen die geïnterneerd waren in Kamp Vught en daar werden omgebracht of naar concentratiekampen in Duitsland werden overgebracht.

## Treinverbindingen
De volgende treinserie halteert in de dienstregeling 2025 te Vught:
| Serie | Treinsoort    | Route                                                                  | Bijzonderheden |
| ----- | ------------- | ---------------------------------------------------------------------- | --- |
| 4400  | Sprinter (NS) | Oss – 's-Hertogenbosch – Vught – Eindhoven Centraal – Helmond – Deurne | Rijdt in de ochtendspits van maandag t/m donderdag twee ritten van/naar Oss, waarbij richting Oss non-stop wordt gereden tussen 's-Hertogenbosch en Oss. |

## Voor- en natransport
Er zijn fietskluizen en meerdere onbewaakte fietsenstallingen aanwezig. Er kunnen OV-fietsen gehuurd worden en een Greenwheels-deelauto staat op ca. 300 meter van het station ter beschikking. Verder is er parkeergelegenheid voor auto's (P+R-terrein, gratis).

## Afbeeldingen

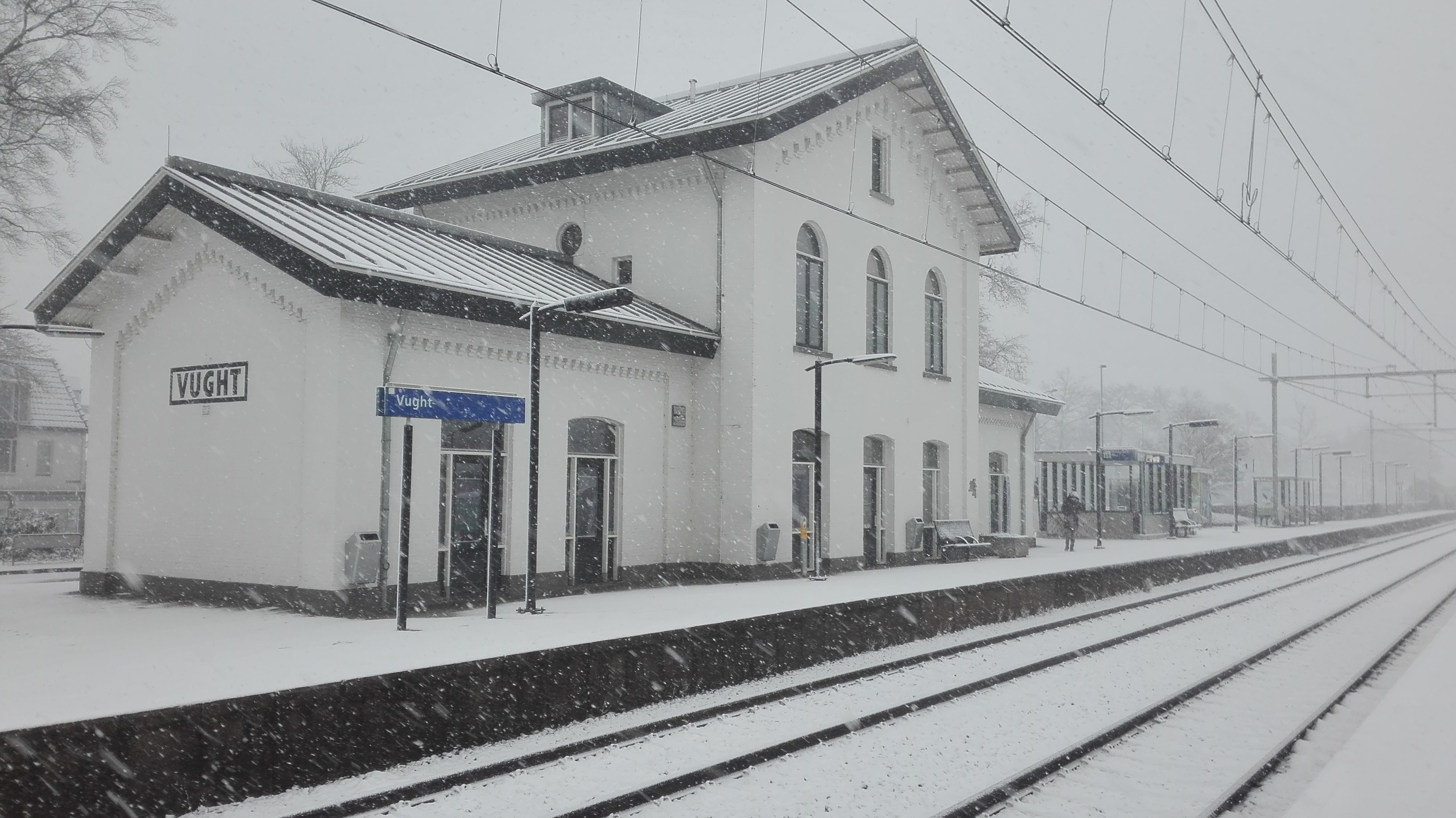
Het station in de sneeuw
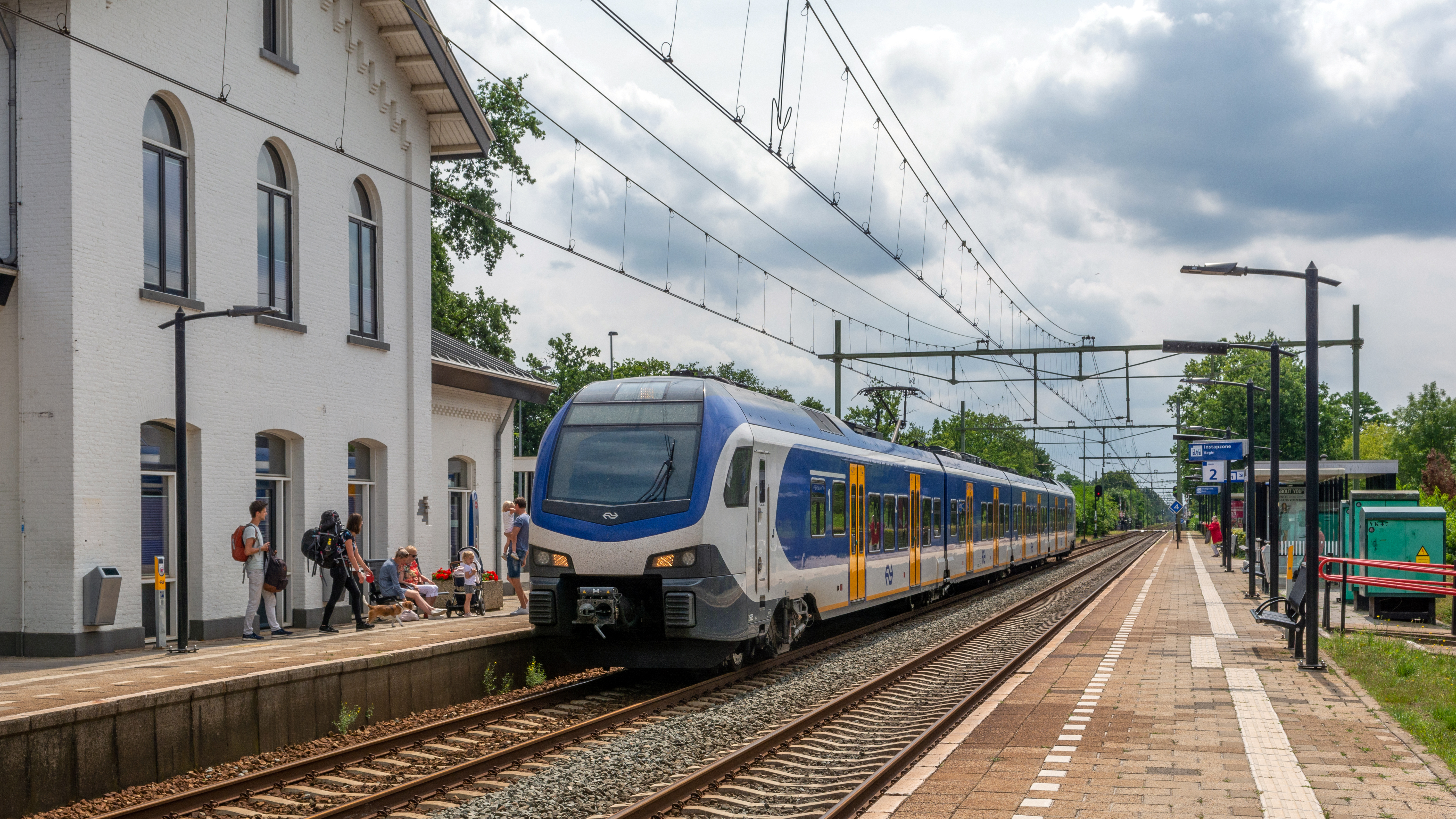
Sprinter naar 's-Hertogenbosch op het station
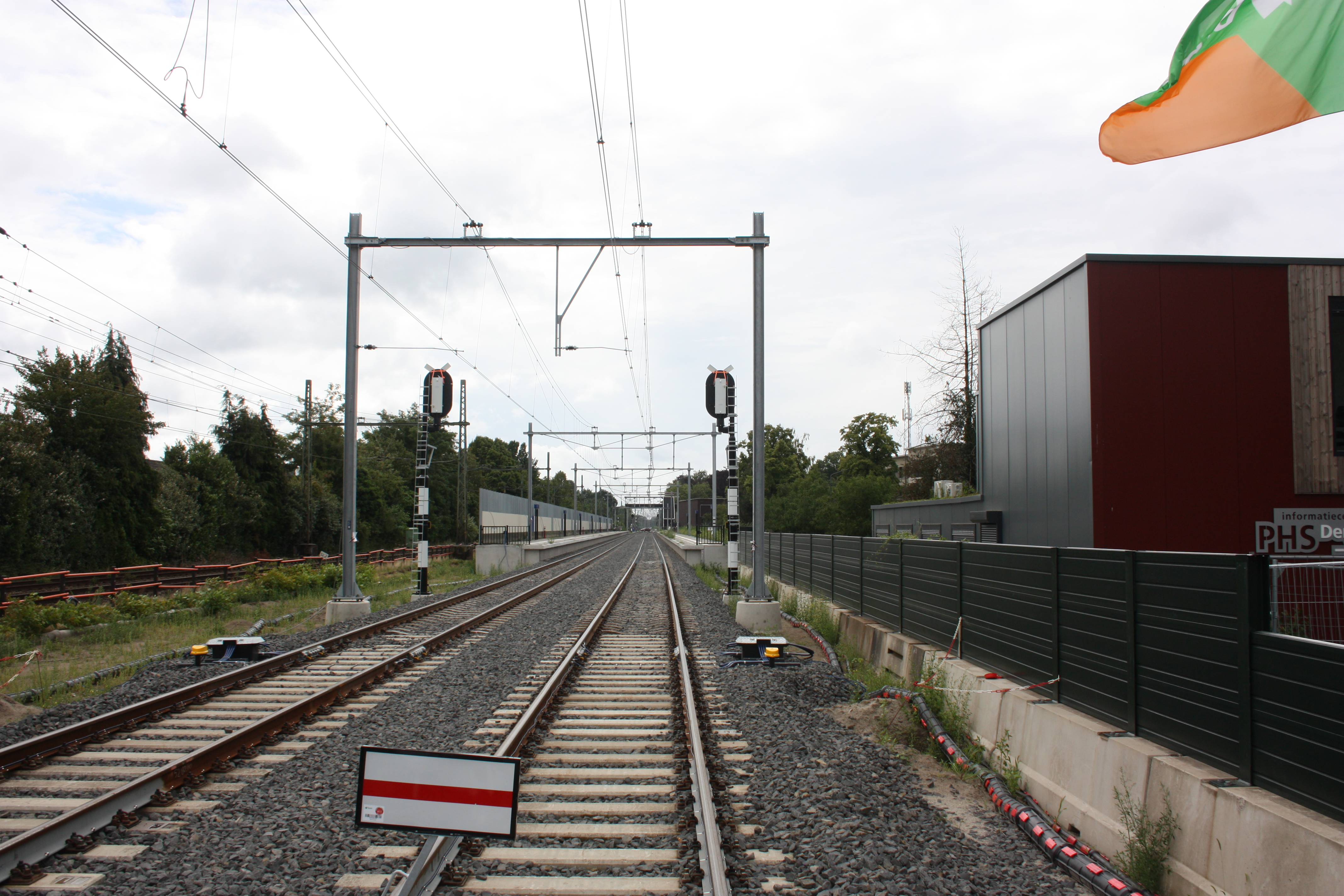
Het tijdelijke station, nog niet in gebruik (augustus 2025)

## Ontwikkeling aantal reizigers
Het aantal door NS vervoerde reizigers (per gemiddelde werkdag) ontwikkelde zich sedert 2019 als volgt:
| Jaar | Aantal reizigers |
| ---- | ---------------- |
| 2019 | 1.917            |
| 2020 | 865              |
| 2021 | 916              |
| 2022 | 1.410            |
| 2023 | 1.649            |
| 2024 | 1.565            |